# 板橋区の町名
本項板橋区の町名（いたばしくのちょうめい）では、東京都板橋区に存在する、または過去に存在した町名を一覧化するとともに、明治時代初期以来の区内の町名の変遷について説明する。

## 板橋区の前史と行政区画の移り変わり

### 区の成立まで
板橋区は、昭和7年（1932年）10月1日、従前の北豊島郡板橋町、上板橋村、志村、赤塚村、練馬町、上練馬村、中新井村、石神井村、大泉村の2町7村の区域をもって成立した（当時は東京市の区であった）。その後、昭和22年（1947年）8月1日、区の西部（旧練馬町、上練馬村、中新井村、石神井村、大泉村と板橋町の一部）が分離して練馬区となり、板橋区は現在の規模となった。以下、明治時代初期から板橋区成立までの行政区画の変遷について略述する。
現在の板橋区の区域は、かつては武蔵国豊島郡に属し、近世末には以下の17村（または2宿15村）が存在した。
下板橋宿（下板橋村）、上板橋宿（上板橋村）、金井窪村、中丸村、蓮沼村、小豆沢村、志村、前野村、中台村、根葉村（ねっぱむら）、西台村、徳丸本村、徳丸脇村、四ツ葉村、下赤塚村、上赤塚村、成増村
明治維新以降、これらの村は武蔵知県事の支配を経て、明治2年1月（1869年3月）には大宮県に属した。県庁は東京府馬喰町に置かれていたが、浦和に移転すると同時に明治2年9月（1869年11月）に浦和県に改称した。
明治4年7月（1871年8月）、廃藩置県が実施された。同年11月（1872年1月）、従来の東京府、品川県、小菅県が廃止されて、新しい東京府が設置され、豊島郡のうち浦和県管轄だった部分も東京府に編入されることとなった。同時に府内は6大区・97小区に分けられた（いわゆる大区小区制）。明治7年（1874年）3月、区割りが見直され、あらためて11大区・103小区が設置された。後に板橋区となる区域は、このうちの第9大区第4〜6小区に属していた。
その後、郡区町村編制法の施行に伴い、大区小区制は廃止され、明治11年（1878年）11月2日、東京府下に15区6郡（荏原、南豊島、北豊島、東多摩、南足立、南葛飾）が置かれた。後に板橋区となる区域は、このうちの北豊島郡に属していた。
明治22年（1889年）、市制・町村制が施行され、東京市（15区からなる）が成立、府下の6郡は、既存の町村が整理統合されて85町村となった。85町村のうち北豊島郡に属していたのは19町村で、このうち現在の板橋区及び練馬区の区域に該当するのは板橋町、上板橋村、志村、赤塚村、練馬町、上練馬村、中新井村、石神井村、大泉村の2町7村である。
昭和7年（1932年）10月1日、東京市は周辺の5郡（荏原、北豊島、豊多摩、南足立、南葛飾）に属する82町村を編入し、いわゆる大東京市が成立した。なお、従前の6郡のうち、南豊島郡と東多摩郡が明治29年（1896年）に合併して豊多摩郡となっている。編入された82町村は20区に編成され、東京市は既存の15区と合わせ、35区から構成されることとなった。この時、上述の2町7村の区域をもって板橋区が新設された。
昭和18年（1943年）7月1日、東京府と東京市が廃止されて、新たに東京都が設置された。この時、板橋区を含む35区は東京都直轄の区となった。昭和22年（1947年）3月15日、35区は22区に再編される。この時点では板橋区の区域には変更はなかったが、5か月後の同年8月1日、旧練馬町・上練馬村・中新井村・石神井村・大泉村の全部、旧板橋町の一部に該当する区域が練馬区として分区し、板橋区はほぼ現在の規模となった。なお、昭和25年に埼玉県北足立郡戸田町（現・戸田市）の一部が板橋区に編入されている。これは荒川の流路変更によって飛地となっていた地区を編入したもので、現行の舟渡四丁目にあたる。

### 明治の大合併前後の町村名
現・板橋区の区域は、明治22年（1889年）の、市制・町村制施行の時点では、北豊島郡板橋町、上板橋村、志村、赤塚村に属していた。これら1町3村と、同年の町村合併前の旧村との対応関係は次のとおりである。
- 板橋町 - 下板橋宿（下板橋村）、金井窪村、中丸村（以上のほか、滝野川村の一部、上板橋宿飛地、池袋村飛地）
- 上板橋村 - 上板橋宿（上板橋村）、
- 志村 – 本蓮沼村、上蓮沼村、小豆沢村、志村、前野村、中台村、根葉村（ねっぱむら）、西台村
- 赤塚村 - 徳丸本村、徳丸脇村、四ツ葉村、下赤塚村、上赤塚村、成増村

上記の旧村のうち、本蓮沼村と上蓮沼村は明治4年（1871年）に旧・蓮沼村が2村に分かれたもので、他は近世から存在した村であった。上板橋村は明治22年以降も単独村制を継続。他の1町2村ではおおむね合併前の旧村名が合併後の大字名として継承された。ただし、もとの上蓮沼村と根葉村の区域は、両者の地名の1字ずつを取って大字蓮根（はすね）となった。

## 旧町名
板橋区では、1963年から順次区内の住居表示が実施され、1972年までに全域の住居表示実施が完了した。なお、板橋区では旧板橋町の区域を中心に、住居表示法施行以前の1956年から町名地番整理が進められている。また、これとは別に、耕地整理等によって新たに起立した町名（新河岸町、三園町など）もある。
以下は、住居表示・町名地番整理実施以前の、1956年現在の町名と現行町名の対照表である。
※住居表示が1月1日に施行されている場合は、その前年を旧町名の廃止年とした。
| 町名（1963年現在）   | 町成立直前の旧地名                                 | 町の成立年     | 町の廃止年 | 現町名 | 備考                                                                                             |
| -------------------- | -------------------------------------------------- | -------------- | ---------- | --- | ------------------------------------------------------------------------------------------------ |
| 板橋町一〜十丁目     | 板橋町大字下板橋・金井窪・中丸・池袋・滝野川       | 1932           | 1965       | 本町、仲宿、富士見町、大和町、双葉町、氷川町、栄町、中板橋、仲町、大山町、大山金井町、熊野町、中丸町、南町、幸町、稲荷台、大谷口上町、大山東町、弥生町、加賀1・2、板橋1〜4 | 1935年、三丁目の一部を豊島区長崎東町三丁目へ編入。1939年、三丁目の一部を豊島区高松二丁目へ編入。 |
| 大谷口町             | 上板橋村大谷口                                     | 1932           | 1959       | 大山西町、幸町、大谷口1・2、大谷口上町、大谷口北町、弥生町 |                                                                                                  |
| 向原町               | 上板橋村向原                                       | 1932           | 1965       | 大谷口1・2、向原1〜3、小茂根1 |                                                                                                  |
| 根之上町             | 上板橋村根之上                                     | 1932           | 1965       | 向原3、小茂根1 |                                                                                                  |
| 茂呂町               | 上板橋村茂呂                                       | 1932           | 1965       | 小茂根1〜5 |                                                                                                  |
| 小山町               | 上板橋村小山                                       | 1932           | 1965       | 小茂根2・3 |                                                                                                  |
| 上板橋町一〜七丁目   | 上板橋村                                           | 1932           | 1965       | 大谷口上町、大谷口北町、双葉町、中板橋、仲町、弥生町、常盤台1〜4、南常盤台1・2、東山町、東新町、桜川1〜3、富士見町、上板橋1〜3                                             |                                                                                                  |
| 常盤台一〜四丁目     | 板橋区上板橋町2・4                                 | 未詳（1937か） | 現存       | 常盤台1〜4 |                                                                                                  |
| 志村清水町           | 志村大字前野                                       | 1932           | 1960       | 清水町、蓮沼町、大原町、泉町、稲荷台、富士見町、大和町、本町、宮本町、前野町1                                                                                              |                                                                                                  |
| 志村本蓮沼町         | 志村大字本蓮沼                                     | 1932           | 1961       | 蓮沼町、清水町、大原町 |                                                                                                  |
| 志村前野町一〜六丁目 | 志村大字前野                                       | 1932           | 1962       | 大原町、前野町1〜6 |                                                                                                  |
| 志村中台町           | 志村大字中台                                       | 1932           | 1963       | 相生町、中台1〜3、西台1、若木1〜3、前野町1〜6 |                                                                                                  |
| 志村西台町           | 志村大字西台                                       | 1932           | 1972       | 新河岸1、高島平1・2・8・9、徳丸1・6、西台1〜4、蓮根3、舟渡4、若木1〜3 |                                                                                                  |
| 志村町一〜四丁目     | 志村大字志                                         | 1932           | 1966       | 志村1〜3、小豆沢1〜3、坂下1、東坂下1 |                                                                                                  |
| 小豆沢町一〜四丁目   | 板橋区志村小豆沢町                                 | 1943           | 1966       | 前野町1〜6、蓮沼町、小豆沢1〜4、志村1、東坂下1 |                                                                                                  |
| 志村長後町一・二丁目 | 志村大字本蓮沼                                     | 1932           | 1966       | 東坂下2、坂下1〜3、 | 一・二丁目に分かれるのは1947年                                                                   |
| 志村蓮根町一〜三丁目 | 志村大字蓮根                                       | 1932           | 1966       | 蓮根1〜3 | 1944年、一部が舟渡1･2になる、一〜三丁目に分かれるのは1947年                                      |
| 舟渡町一〜三丁目     | 板橋区志村蓮根町                                   | 1944・1950     | 1966       | 舟渡1〜4 | 三丁目は1950年、埼玉県戸田町の一部を編入して成立                                                 |
| 徳丸本町             | 赤塚村大字徳丸本                                   | 1932           | 1972       | 赤塚1〜7、高島平8、徳丸1〜8、西台4、四葉1・2、新河岸1 |                                                                                                  |
| 徳丸町               | 赤塚村大字徳丸脇                                   | 1932           | 1972       | 赤塚1、赤塚新町1、新河岸1・2、高島平1〜3・7〜9、徳丸1〜8、西台2・3、四葉1・2                                                                                               | 1951年、一部が新河岸町となる                                                                     |
| 四ツ葉町             | 赤塚村大字四ツ葉                                   | 1932           | 1972       | 赤塚1、赤塚新町1、新河岸2、高島平3・4・7、徳丸4・8、成増1・2、四葉1・2 | 1951年、一部が新河岸町となる                                                                     |
| 下赤塚町             | 赤塚村大字下赤塚                                   | 1932           | 1972       | 赤塚1〜8、赤塚新町1〜3、新河岸2・3、高島平3〜7、大門、徳丸4、成増1・2、四葉1・2、三園1・2                                                                                  | 1951年、一部が新河岸町となる。1963年、一部が三園1〜3となる。                                     |
| 上赤塚町             | 赤塚村大字上赤塚                                   | 1932           | 1969       | 赤塚2〜6、赤塚新町2、新河岸3、高島平5・6、成増1〜4、三園1 | 1951年、一部が新河岸町となる。1963年、一部が三園1〜3となる。                                     |
| 成増町               | 赤塚村大字成増                                     | 1932           | 1969       | 赤塚3・4、新河岸3、成増1〜5、三園1 | 1951年、一部が新河岸町となる。1963年、一部が三園1〜3となる。                                     |
| 新河岸町             | 板橋区上赤塚町・下赤塚町・徳丸町・四ツ葉町・成増町 | 1951           | 1966       | 新河岸2・3 |                                                                                                  |

## 現行行政地名
板橋区では、全域で住居表示に関する法律に基づく住居表示が実施されている。以下は住居表示実施後の町名と、当該住居表示実施直前の旧町名の一覧である。
旧町名の後に「（全）」と注記したもの以外は当該旧町域の一部である。
| 町名       | 町名の読み | 町区域新設年月日 | 住居表示実施年月日              | 住居表示実施前の町名等                          | 備考 |
| ---------- | ---------- | ---------------- | ------------------------------- | ----------------------------------------------- | ---- |
| 板橋一丁目 | いたばし   | 1965.1.1         | 板橋町1（全）、板橋町2・5・6・8 |                                                 |      |
| 板橋二丁目 | いたばし   | 1965.1.1         | 板橋町1（全）、板橋町2・5・6・8 |                                                 |      |
| 板橋三丁目 | いたばし   | 1965.1.1         | 板橋町1（全）、板橋町2・5・6・8 |                                                 |      |
| 板橋四丁目 | いたばし   | 1965.1.1         | 板橋町1（全）、板橋町2・5・6・8 |                                                 |      |
| 稲荷台     | いなりだい | 1970.10.1        | 稲荷台（全）                    | 町名成立は1957年、直前は板橋町7・10、志村清水町 |      |
| 加賀一丁目 | かが       | 1965.1.1         | 板橋町6〜8                      |                                                 |      |
| 加賀二丁目 | かが       | 1965.1.1         | 板橋町6〜8                      |                                                 |      |
| 本町       | ほんちょう | 1970.10.1        | 本町（全）                      | 町名成立は1956年、直前は板橋町10、志村清水町    |      |
| 仲宿       | なかじゅく | 1970.10.1        | 仲宿（全）                      | 町名成立は1957年、直前は板橋町5・6・8・10       |      |

| 町名         | 町名の読み           | 町区域新設年月日 | 住居表示実施年月日                           | 住居表示実施前の町名等                                | 備考 |
| ------------ | -------------------- | ---------------- | -------------------------------------------- | ----------------------------------------------------- | ---- |
| 仲町         | なかちょう           | 1971.1.1         | 仲町（全）                                   | 町名成立は1959年、直前は板橋町9、上板橋町1            |      |
| 大谷口一丁目 | おおやぐち           | 1971.10.1        | 大谷口1・2（全）                             | 町名成立は1959年、直前は大谷口町、向原町              |      |
| 大谷口二丁目 | おおやぐち           | 1971.10.1        | 大谷口1・2（全）                             | 町名成立は1959年、直前は大谷口町、向原町              |      |
| 大谷口上町   | おおやぐちかみちょう | 1971.10.1        | 大谷口上町（全）                             | 町名成立は1959年、直前は上板橋町1、板橋町4、大谷口町  |      |
| 大谷口北町   | おおやぐちきたちょう | 1971.10.1        | 大谷口北町（全）                             | 町名成立は1959年、直前は大谷口町、上板橋町1           |      |
| 大山金井町   | おおやまかないちょう | 1971.1.1         | 板橋町4・9                                   | 町名成立は1958年、直前は板橋町4・9                    |      |
| 大山町       | おおやまちょう       | 1971.1.1         | 大山町（全）                                 | 町名成立は1958年、直前は板橋町4・9                    |      |
| 大山西町     | おおやまにしちょう   | 1971.1.1         | 大山西町（全）                               | 町名成立は1958年、直前は板橋町4、大谷口町             |      |
| 大山東町     | おおやまひがしちょう | 1971.1.1         | 大山東町（全）                               | 町名成立は1960年、直前は板橋町2・4・5                 |      |
| 熊野町       | くまのちょう         | 1971.1.1         | 熊野町（全）                                 | 町名成立は1958年、直前は板橋町2〜4                    |      |
| 小茂根一丁目 | こもね               | 1965.5.1         | 小山町（全）、茂呂町（全）、根ノ上町、向原町 |                                                       |      |
| 小茂根二丁目 | こもね               | 1965.5.1         | 小山町（全）、茂呂町（全）、根ノ上町、向原町 |                                                       |      |
| 小茂根三丁目 | こもね               | 1965.5.1         | 小山町（全）、茂呂町（全）、根ノ上町、向原町 |                                                       |      |
| 小茂根四丁目 | こもね               | 1965.5.1         | 小山町（全）、茂呂町（全）、根ノ上町、向原町 |                                                       |      |
| 小茂根五丁目 | こもね               | 1965.5.1         | 小山町（全）、茂呂町（全）、根ノ上町、向原町 |                                                       |      |
| 幸町         | さいわいちょう       | 1971.10.1        | 幸町（全）                                   | 町名成立は1957年、直前は板橋町2・4、大谷口町          |      |
| 栄町         | さかえちょう         | 1970.10.1        | 栄町（全）                                   | 町名成立は1957年、直前は板橋町8・9                    |      |
| 中板橋       | なかいたばし         | 1970.10.1        | 中板橋（全）                                 | 町名成立は1957年、直前は板橋町9、上板橋町1            |      |
| 中丸町       | なかまるちょう       | 1971.1.1         | 中丸町（全）                                 | 町名成立は1958年、直前は板橋町2・3                    |      |
| 南町         | みなみちょう         | 1971.1.1         | 南町（全）                                   | 町名成立は1957年、直前は板橋町2〜4                    |      |
| 向原一丁目   | むかいはら           | 1965.5.1         | 向原町、根ノ上町                             |                                                       |      |
| 向原二丁目   | むかいはら           | 1965.5.1         | 向原町、根ノ上町                             |                                                       |      |
| 向原三丁目   | むかいはら           | 1965.5.1         | 向原町、根ノ上町                             |                                                       |      |
| 弥生町       | やよいちょう         | 1971.10.1        | 弥生町（全）                                 | 町名成立は1959年、直前は板橋町10、上板橋町1、大谷口町 |      |
| 氷川町       | ひかわちょう         | 1970.10.1        | 氷川町（全）                                 | 町名成立は1956年、直前は板橋町8                       |      |

| 町名           | 町名の読み       | 町区域新設年月日 | 住居表示実施年月日              | 住居表示実施前の町名等                                | 備考 |
| -------------- | ---------------- | ---------------- | ------------------------------- | ----------------------------------------------------- | ---- |
| 常盤台一丁目   | ときわだい       | 1970.3.1         | 常盤台1・2、板橋町10、上板橋町2 |                                                       |      |
| 常盤台二丁目   | ときわだい       | 1970.3.1         | 常盤台1・2、板橋町10、上板橋町2 |                                                       |      |
| 常盤台三丁目   | ときわだい       | 1970.3.1         | 常盤台1・2、板橋町10、上板橋町2 |                                                       |      |
| 常盤台四丁目   | ときわだい       | 1970.3.1         | 常盤台1・2、板橋町10、上板橋町2 |                                                       |      |
| 南常盤台一丁目 | みなみときわだい | 1971.10.1        | 南常盤台1・2（全）              | 町名成立は1960年、直前は上板橋町2〜4                  |      |
| 南常盤台二丁目 | みなみときわだい | 1971.10.1        | 南常盤台1・2（全）              | 町名成立は1960年、直前は上板橋町2〜4                  |      |
| 桜川一丁目     | さくらがわ       | 1965.5.1         | 上板橋町6・7                    |                                                       |      |
| 桜川二丁目     | さくらがわ       | 1965.5.1         | 上板橋町6・7                    |                                                       |      |
| 桜川三丁目     | さくらがわ       | 1965.5.1         | 上板橋町6・7                    |                                                       |      |
| 東山町         | ひがしやまちょう | 1971.10.1        | 東山町（全）                    | 町名成立は1960年、直前は上板橋町3・5                  |      |
| 上板橋一丁目   | かみいたばし     | 1965.5.1         | 上板橋町6・7                    |                                                       |      |
| 上板橋二丁目   | かみいたばし     | 1965.5.1         | 上板橋町6・7                    |                                                       |      |
| 上板橋三丁目   | かみいたばし     | 1965.5.1         | 上板橋町6・7                    |                                                       |      |
| 東新町一丁目   | とうしんちょう   | 1971.10.1        | 東新町1・2（全）                | 町名は1960年成立、直前は上板橋町5・6                  |      |
| 東新町二丁目   | とうしんちょう   | 1971.10.1        | 東新町1・2（全）                | 町名は1960年成立、直前は上板橋町5・6                  |      |
| 富士見町       | ふじみちょう     | 1970.10.1        | 富士見町、双葉町                | 町名成立は1956年、直前は板橋町10、志村清水町、常盤台1 |      |
| 双葉町         | ふたばちょう     | 1970.10.1        | 双葉町、富士見町                | 町名成立は1956年、直前は板橋町10、上板橋町2           |      |
| 大和町         | やまとちょう     | 1970.10.1        | 大和町（全）                    | 町名成立は1956年、直前は板橋町8・10、志村清水町       |      |

| 町名         | 町名の読み     | 町区域新設年月日 | 住居表示実施年月日                       | 住居表示実施前の町名等                                                     | 備考 |
| ------------ | -------------- | ---------------- | ---------------------------------------- | -------------------------------------------------------------------------- | ---- |
| 志村一丁目   | しむら         | 1966.1.1         | 志村1〜4、小豆沢1                        |                                                                            |      |
| 志村二丁目   | しむら         | 1966.1.1         | 志村1〜4、小豆沢1                        |                                                                            |      |
| 志村三丁目   | しむら         | 1966.1.1         | 志村1〜4、小豆沢1                        |                                                                            |      |
| 小豆沢一丁目 | あずさわ       | 1966.1.1         | 小豆沢1〜4、志村町1〜3                   |                                                                            |      |
| 小豆沢二丁目 | あずさわ       | 1966.1.1         | 小豆沢1〜4、志村町1〜3                   |                                                                            |      |
| 小豆沢三丁目 | あずさわ       | 1966.1.1         | 小豆沢1〜4、志村町1〜3                   |                                                                            |      |
| 小豆沢四丁目 | あずさわ       | 1966.1.1         | 小豆沢1〜4、志村町1〜3                   |                                                                            |      |
| 前野町一丁目 | まえのちょう   | 1972.1.1         | 前野町1〜6（全）                         | 町名成立は1962年、直前は志村前野町1〜6、志村清水町、志村中台町、小豆沢1    |      |
| 前野町二丁目 | まえのちょう   | 1972.1.1         | 前野町1〜6（全）                         | 町名成立は1962年、直前は志村前野町1〜6、志村清水町、志村中台町、小豆沢1    |      |
| 前野町三丁目 | まえのちょう   | 1972.1.1         | 前野町1〜6（全）                         | 町名成立は1962年、直前は志村前野町1〜6、志村清水町、志村中台町、小豆沢1    |      |
| 前野町四丁目 | まえのちょう   | 1972.1.1         | 前野町1〜6（全）                         | 町名成立は1962年、直前は志村前野町1〜6、志村清水町、志村中台町、小豆沢1    |      |
| 前野町五丁目 | まえのちょう   | 1972.1.1         | 前野町1〜6（全）                         | 町名成立は1962年、直前は志村前野町1〜6、志村清水町、志村中台町、小豆沢1    |      |
| 前野町六丁目 | まえのちょう   | 1972.1.1         | 前野町1〜6（全）                         | 町名成立は1962年、直前は志村前野町1〜6、志村清水町、志村中台町、小豆沢1    |      |
| 泉町         | いずみちょう   | 1972.1.1         | 泉町（全）                               | 町名成立は1961年、直前は志村清水町、志村小豆沢町                           |      |
| 大原町       | おおはらちょう | 1972.1.1         | 大原町（全）                             | 町名成立は1961年、直前は志村清水町、志村本蓮沼町、志村小豆沢町、志村前野町 |      |
| 宮本町       | みやもとちょう | 1972.1.1         | 宮本町（全）                             | 町名成立は1961年、直前は志村清水町                                         |      |
| 清水町       | しみずちょう   | 1972.1.1         | 清水町（全）                             | 町名成立は1961年、直前は志村清水町、志村本蓮沼町                           |      |
| 中台一丁目   | なかだい       | 1963.11.1        | 志村中台町                               |                                                                            |      |
| 中台二丁目   | なかだい       | 1963.11.1        | 志村中台町                               |                                                                            |      |
| 中台三丁目   | なかだい       | 1963.11.1        | 志村中台町                               |                                                                            |      |
| 若木一丁目   | わかぎ         | 1963.11.1        | 志村中台町、志村西台町、上板橋町7        |                                                                            |      |
| 若木二丁目   | わかぎ         | 1963.11.1        | 志村中台町、志村西台町、上板橋町7        |                                                                            |      |
| 若木三丁目   | わかぎ         | 1963.11.1        | 志村中台町、志村西台町、上板橋町7        |                                                                            |      |
| 蓮沼町       | はすぬまちょう | 1972.1.1         | 蓮沼町（全）                             | 町名成立は1961年、直前は志村清水町、志村本蓮沼町、志村小豆沢町、小豆沢1    |      |
| 西台一丁目   | にしだい       | 1963.11.1        | 志村西台町、志村中台町、徳丸町、徳丸本町 |                                                                            |      |
| 西台二丁目   | にしだい       | 1968.3.1         | 志村西台町、志村中台町、徳丸町、徳丸本町 |                                                                            |      |
| 西台三丁目   | にしだい       | 1968.3.1         | 志村西台町、志村中台町、徳丸町、徳丸本町 |                                                                            |      |
| 西台四丁目   | にしだい       | 1968.3.1         | 志村西台町、志村中台町、徳丸町、徳丸本町 |                                                                            |      |

| 町名         | 町名の読み     | 町区域新設年月日 | 住居表示実施年月日               | 住居表示実施前の町名等               | 備考 |
| ------------ | -------------- | ---------------- | -------------------------------- | ------------------------------------ | ---- |
| 蓮根一丁目   | はすね         | 1966.5.1         | 蓮根1〜3、志村西台町、志村蓮根町 | 三丁目28番は1969年3月1日住居表示実施 |      |
| 蓮根二丁目   | はすね         | 1966.5.1         | 蓮根1〜3、志村西台町、志村蓮根町 | 三丁目28番は1969年3月1日住居表示実施 |      |
| 蓮根三丁目   | はすね         | 1966.5.1         | 蓮根1〜3、志村西台町、志村蓮根町 | 三丁目28番は1969年3月1日住居表示実施 |      |
| 坂下一丁目   | さかした       | 1966.5.1         | 長後1・2、志村町3・4、蓮根1〜3   |                                      |      |
| 坂下二丁目   | さかした       | 1966.5.1         | 長後1・2、志村町3・4、蓮根1〜3   |                                      |      |
| 坂下三丁目   | さかした       | 1966.5.1         | 長後1・2、志村町3・4、蓮根1〜3   |                                      |      |
| 相生町       | あいおいちょう | 1963.11.1        | 志村中台町                       |                                      |      |
| 舟渡一丁目   | ふなど         | 1966.10.1        | 舟渡1〜3、志村西台町             |                                      |      |
| 舟渡二丁目   | ふなど         | 1966.10.1        | 舟渡1〜3、志村西台町             |                                      |      |
| 東坂下一丁目 | ひがしさかした | 1966.5.1         | 長後1・2、志村町3、小豆沢4       |                                      |      |
| 東坂下二丁目 | ひがしさかした | 1966.5.1         | 長後1・2、志村町3、小豆沢4       |                                      |      |

| 町名           | 町名の読み       | 町区域新設年月日 | 住居表示実施年月日                                   | 住居表示実施前の町名等 | 備考 |
| -------------- | ---------------- | ---------------- | ---------------------------------------------------- | ---------------------- | ---- |
| 赤塚一丁目     | あかつか         | 1969.3.1         | 下赤塚町、上赤塚町、四葉町、徳丸町、徳丸本町、成増町 |                        |      |
| 赤塚二丁目     | あかつか         | 1969.3.1         | 下赤塚町、上赤塚町、四葉町、徳丸町、徳丸本町、成増町 |                        |      |
| 赤塚三丁目     | あかつか         | 1969.3.1         | 下赤塚町、上赤塚町、四葉町、徳丸町、徳丸本町、成増町 |                        |      |
| 赤塚四丁目     | あかつか         | 1969.3.1         | 下赤塚町、上赤塚町、四葉町、徳丸町、徳丸本町、成増町 |                        |      |
| 赤塚五丁目     | あかつか         | 1969.3.1         | 下赤塚町、上赤塚町、四葉町、徳丸町、徳丸本町、成増町 |                        |      |
| 赤塚六丁目     | あかつか         | 1969.3.1         | 下赤塚町、上赤塚町、四葉町、徳丸町、徳丸本町、成増町 |                        |      |
| 赤塚七丁目     | あかつか         | 1969.3.1         | 下赤塚町、上赤塚町、四葉町、徳丸町、徳丸本町、成増町 |                        |      |
| 赤塚八丁目     | あかつか         | 1969.3.1         | 下赤塚町、上赤塚町、四葉町、徳丸町、徳丸本町、成増町 |                        |      |
| 赤塚新町一丁目 | あかつかしんまち | 1969.3.1         | 下赤塚町、上赤塚町、四葉町、徳丸町                   |                        |      |
| 赤塚新町二丁目 | あかつかしんまち | 1969.3.1         | 下赤塚町、上赤塚町、四葉町、徳丸町                   |                        |      |
| 赤塚新町三丁目 | あかつかしんまち | 1969.3.1         | 下赤塚町、上赤塚町、四葉町、徳丸町                   |                        |      |
| 成増一丁目     | なります         | 1969.10.1        | 成増町、上赤塚町、下赤塚町                           |                        |      |
| 成増二丁目     | なります         | 1969.10.1        | 成増町、上赤塚町、下赤塚町                           |                        |      |
| 成増三丁目     | なります         | 1969.10.1        | 成増町、上赤塚町、下赤塚町                           |                        |      |
| 成増四丁目     | なります         | 1969.10.1        | 成増町、上赤塚町、下赤塚町                           |                        |      |
| 成増五丁目     | なります         | 1969.10.1        | 成増町、上赤塚町、下赤塚町                           |                        |      |
| 大門           | だいもん         | 1972.12.1        | 下赤塚町                                             |                        |      |
| 四葉一丁目     | よつば           | 1972.12.1        | 四葉町、徳丸町、徳丸本町、下赤塚町                   |                        |      |
| 四葉二丁目     | よつば           | 1972.12.1        | 四葉町、徳丸町、徳丸本町、下赤塚町                   |                        |      |
| 徳丸一丁目     | とくまる         | 1968.3.1         | 徳丸町、徳丸本町、志村西台町、四葉町、下赤塚町       |                        |      |
| 徳丸二丁目     | とくまる         | 1968.3.1         | 徳丸町、徳丸本町、志村西台町、四葉町、下赤塚町       |                        |      |
| 徳丸三丁目     | とくまる         | 1968.3.1         | 徳丸町、徳丸本町、志村西台町、四葉町、下赤塚町       |                        |      |
| 徳丸四丁目     | とくまる         | 1968.3.1         | 徳丸町、徳丸本町、志村西台町、四葉町、下赤塚町       |                        |      |
| 徳丸五丁目     | とくまる         | 1972.12.1        | 徳丸町、徳丸本町、志村西台町、四葉町、下赤塚町       |                        |      |
| 徳丸六丁目     | とくまる         | 1972.12.1        | 徳丸町、徳丸本町、志村西台町、四葉町、下赤塚町       |                        |      |
| 徳丸七丁目     | とくまる         | 1972.12.1        | 徳丸町、徳丸本町、志村西台町、四葉町、下赤塚町       |                        |      |
| 徳丸八丁目     | とくまる         | 1972.12.1        | 徳丸町、徳丸本町、志村西台町、四葉町、下赤塚町       |                        |      |

| 町名         | 町名の読み     | 町区域新設年月日 | 住居表示実施年月日                                                   | 住居表示実施前の町名等 | 備考 |
| ------------ | -------------- | ---------------- | -------------------------------------------------------------------- | ---------------------- | ---- |
| 高島平一丁目 | たかしまだいら | 1969.3.1         | 下赤塚町、上赤塚町、三園町2・3、四葉町、徳丸町、徳丸本町、志村西台町 |                        |      |
| 高島平二丁目 | たかしまだいら | 1969.3.1         | 下赤塚町、上赤塚町、三園町2・3、四葉町、徳丸町、徳丸本町、志村西台町 |                        |      |
| 高島平三丁目 | たかしまだいら | 1969.3.1         | 下赤塚町、上赤塚町、三園町2・3、四葉町、徳丸町、徳丸本町、志村西台町 |                        |      |
| 高島平四丁目 | たかしまだいら | 1969.3.1         | 下赤塚町、上赤塚町、三園町2・3、四葉町、徳丸町、徳丸本町、志村西台町 |                        |      |
| 高島平五丁目 | たかしまだいら | 1969.3.1         | 下赤塚町、上赤塚町、三園町2・3、四葉町、徳丸町、徳丸本町、志村西台町 |                        |      |
| 高島平六丁目 | たかしまだいら | 1969.3.1         | 下赤塚町、上赤塚町、三園町2・3、四葉町、徳丸町、徳丸本町、志村西台町 |                        |      |
| 高島平七丁目 | たかしまだいら | 1969.3.1         | 下赤塚町、上赤塚町、三園町2・3、四葉町、徳丸町、徳丸本町、志村西台町 |                        |      |
| 高島平八丁目 | たかしまだいら | 1969.3.1         | 下赤塚町、上赤塚町、三園町2・3、四葉町、徳丸町、徳丸本町、志村西台町 |                        |      |
| 高島平九丁目 | たかしまだいら | 1969.3.1         | 下赤塚町、上赤塚町、三園町2・3、四葉町、徳丸町、徳丸本町、志村西台町 |                        |      |
| 新河岸一丁目 | しんがし       | 1966.10.1        | 新河岸町、志村西台町、徳丸町、上赤塚町、下赤塚町、四葉町、成増町     |                        |      |
| 新河岸二丁目 | しんがし       | 1966.10.1        | 新河岸町、志村西台町、徳丸町、上赤塚町、下赤塚町、四葉町、成増町     |                        |      |
| 新河岸三丁目 | しんがし       | 1966.10.1        | 新河岸町、志村西台町、徳丸町、上赤塚町、下赤塚町、四葉町、成増町     |                        |      |
| 三園一丁目   | みその         | 1969.3.1         | 三園町1（全）、三園町2・3、上赤塚町、成増町                          |                        |      |
| 三園二丁目   | みその         | 1969.3.1         | 三園町1（全）、三園町2・3、上赤塚町、成増町                          |                        |      |
| 三園三丁目   | みその         | 1969.3.1         | 三園町1（全）、三園町2・3、上赤塚町、成増町                          |                        |      |
| 三園四丁目   | みその         | 1969.3.1         | 三園町1（全）、三園町2・3、上赤塚町、成増町                          |                        |      |